# Maybach SW38
Maybach SW38 − jeden z popularniejszych przedwojennych modeli firmy Maybach. Produkowany od 1936 do 1939 roku a sprzedano go w tym czasie łącznie 520 sztuk.

## Silnik
Maybach HL38, 6-cyl. OHC, 
- pojemność 3817cm³
- Moc 140hp przy 4000rpm,
- Stopień kompresji kompresji: 6,3 : 1; 6,7 :1; 7,2 : 1

## Nadwozie
- Długość: do 5,09 m
- Średnica nawracania: 6350mm

## Cena
Ówczesna cena: 17 600 RM